# Lijst van burgemeesters van Tilburg
Dit is een lijst van burgemeesters van de Nederlandse gemeente Tilburg in de provincie Noord-Brabant.
| Ambtsperiode                        | Naam burgemeester                      | Partij of stroming                           | Bijzonderheden       |
| ----------------------------------- | -------------------------------------- | -------------------------------------------- | -------------------- |
| 27 mei 1809 - 15 juni 1811          | Martinus Cornelis van Dooren           |                                              |                      |
| 15 november 1811 - 18 juni 1815     | Willebrordus Antonius Dams             |                                              |                      |
| 1 januari 1816 - 31 december 1830   | Johan Adriaan van Meurs                |                                              |                      |
| 7 april 1831 - 1 januari 1837       | Adrianus Antonius Vissers              |                                              |                      |
| 1 januari 1837 - 24 augustus 1849   | Hendrik Bernard Beckers                |                                              |                      |
| 20 augustus 1849 - 1 januari 1869   | Franciscus Suys                        |                                              |                      |
| 10 januari 1869 - 9 november 1901   | Johannes Franciscus Jansen             | Bahlmannianen ('Centrum'), Rooms-Katholieken |                      |
| 23 december 1901 - 12 februari 1907 | Willem Mutsaers                        | Bahlmannianen ('Centrum'), Rooms-Katholieken |                      |
| 6 juni 1907 - 21 juli 1915          | Godefridus Raupp                       |                                              |                      |
| 14 november 1915 - 21 november 1939 | mr.dr. Frans Vonk de Both              |                                              |                      |
| 20 januari 1940 - 12 juli 1944      | Jan van de Mortel                      | RKSP                                         |                      |
| 17 juli 1944 - 17 september 1944    | Harmanus Hondius                       | NSB                                          | waarnemend           |
| 27 oktober 1944 - 15 januari 1946   | Jan van de Mortel                      | RKSP / KVP                                   |                      |
| 27 april 1946 - 1 juni 1957         | mr. Eduard baron van Voorst tot Voorst | KVP                                          |                      |
| 20 juli 1957 - 30 januari 1975      | Cees Becht                             | KVP                                          |                      |
| 16 april 1975 - 1 april 1988        | Henk Letschert                         | KVP / CDA                                    |                      |
| 16 mei 1988 - 1 juni 1997           | Gerrit Brokx                           | CDA                                          |                      |
| 1 juli 1997 - 22 september 2003     | Johan Stekelenburg                     | PvdA                                         | in functie overleden |
| 28 juni 2004 - 4 november 2009      | Ruud Vreeman                           | PvdA                                         |                      |
| 4 november 2009 - 16 juli 2010      | Ivo Opstelten                          | VVD                                          | waarnemend           |
| 16 juli 2010 - 29 september 2017    | Peter Noordanus                        | PvdA                                         |                      |
| 28 november 2017 - 2025             | Theo Weterings                         | VVD                                          |                      |
| Per 1 september 2025 - Heden        | Onno Hoes                              | VVD                                          | waarnemend           |